# Коваленко Надія Дмитрівна
Коваленко Надія Дмитрівна (* 27.12. 1927 р. с. Переселення, Кагарлицький р-н, Київська обл., УРСР — 2021, Київ) — учителька, методист, просвітниця, письменник, діяч українського національно-демократичного руху.

## Біографія
З учительської родини Дмитра Мартиновича та Ніни Миколаївни Киктів. 1930 р. сім'я переїхала до Києва. Батько, вояк УНР, був ув'язнений 1933—1941 рр. До початку війни закінчила 8 класів. Окупацію пережила в Києві (родина втратила помешкання під час знищення радянськими підривниками центру Києва восени 1941 р.), тяжко бідувала разом з матір'ю. Весною 1942 р. схоплена під час облави і вивезена до Німеччини. Перебувала в таборі військовополонених у м. Заац (Жатець), у Судетах. Тяжко працювала у німецьких господарів. За зв'язок із чеськими підпільниками була заарештована гестапо.
Після визволення більше року примусово працювала в автобатальйоні. Навесні 1946 р. повернулася до матері в Київ. Розбирала руїни Хрещатика, вступила до технікуму культпросвіти. За рік склала екзамени за 10 класів і вступила на філологічний факультет Київського педінституту ім. Горького, який закінчила 1951 р.. Направлена в Київську школу ім. Пушкіна № 153 із російською мовою викладання, де працювала майже 10 р. і де вперше виявила себе як талановитий педагог і пропагандист української мови і літератури.
Після війни одружилася з Юрієм Миколайовичем Коваленком — героєм війни (згодом талановитий учений-кандидат наук, архітектор, художник). Син Андрій народився 1955 р., донька Оксана — 1959 р.
У 1956—1968 р. К. була депутатом Київської міської ради, працювала в комісії освіти.
1960 р. на запрошення міністра освіти УРСР І. К. Білодіда перейшла на роботу в Міністерство освіти на посаду інспектора-методиста української мови та літератури. Активно співпрацювала з патріотично налаштованими письменниками, провідними науковцями, найкращими вчителями, декого з яких удалося ввести до Наукової методичної ради Міносвіти, котра схвалювала нові підручники. Науково-методична рада та актив учителів під керівництвом К. значно розширили коло письменників, творчість яких вивчалася в школі: у IX класі — Панько Куліш, Ольга Кобилянська, Лесь Мартович, Марко Черемшина, було збільшено кількість творів Василя Стефаника. У Х-ХІ класах — Ю. Яновський, О. Довженко, М. Куліш, Остап Вишня, І. Кочерга. З великими труднощами програма була затверджена Колегією МО. Згодом до неї були введені твори Л. Костенко, В. Симоненка, М. Вінграновського, І. Драча. За ініціативою Науково-методичної ради міністр освіти А. Г. Бондар увійшла до уряду з пропозицією видання серії книжок «Шкільна бібліотека (серія)Шкільна бібліотека». П. Ю. Шелест, перший секретар ЦК КПУ, підтримав це починання, забезпечивши видавництва папером. Книжки серії почали виходити великими накладами у видавництвах «Молодь», «Веселка», «Дніпро». До написання передмов запрошувалися: Б. Антоненко-Давидович, М. Шумило, В. Чорновіл, М. Коцюбинська, В. Яременко та інші. Сама К. написала передмови до видань творів О. Кобилянської, П. Грабовського, Б. Грінченка. Науково-методична рада також домоглася видання навчальних кінофільмів та діафільмів до кожної теми програми. Кілька сценаріїв діафільмів склала сама К. За участю диктора Українського радіо Петра Бойка створювалася фонохрестоматія з української літератури для V-ХІ класів. Праця К. в організації цього процесу була відзначена «Грамотою Верховної Ради УРСР» та медаллю «За трудову доблесть», званням «Відмінник народної освіти».
Працюючи в міністерстві, К. читала лекції на філологічному факультеті Київського державного університету ім. Т. Г. Шевченка, вела один клас у школі № 117 ім. Лесі Українки.
Затишна оселя Коваленків на Печерську, стіни якої були увішані витворами народного мистецтва, стала місцем зустрічі найкращих представників української інтелігенції і культури: тут бували письменники Михайло Стельмах, Борис Антоненко-Давидович (доньку якого Ярину, ученицю 117-ї школи, К. прихистила в себе) і Микита Шумило, скульптор і колекціонер народної творчості Іван Гончар, композитор Віталій Кирейко, митці Опанас Заливаха і Софія Караффа-Корбут, співак Олександр Таранець, диктор Петро Бойко, педагог Ніна Марченко та її син, журналіст і правозахисник Валерій Марченко. Надія Дмитрівна була доброю і гостинною господинею, за її столом завжди панувала щира і тепла атмосфера, а з приготовлених нею страв особливої слави зажили смажені пиріжки з м'ясом.
Діяльність К. викликала увагу КДБ. ЇЇ викликали на допити, у яких часом брали участь троє слідчих і які тривали від ранку до вечора. У провину їй ставилися: організована нею конференція з питань культури мови, де Матвій Шестопал, Лідія Орел і Петро Бойко відверто говорили про становище української мови; її виступ на нараді вчителів-словесників у Львові; викриття нею фактів відмови шкіл Криму від викладання української мови; заперечення проти перекладу підручників української літератури російською мовою; прийняття в себе студентів-колядників на новий 1967 рік; участь у протесті проти репресій на презентації фільму С. Параджанова «Тіні забутих предків»; участь у похороні Алли Горської.
1968 р. К. примусили «за власним бажанням» звільнитися з Міносвіти і перевели в 117-у школу, однак це не поклало кінець переслідуванням. До дня космонавтики К. запросила на урок автора книжки про С. П. Корольова Сергія Плачинду, до річниці Івана Франка — Зіновію Франко. Після цього її знову викликали до КДБ, до школи приходили комісії, перевіряли твори учнів, шукали «антирадянщину». К. помічала таємні обшуки у своєму письмовому столі, за нею відкрито стежили, у її помешканні з'являлись твори самвидаву, яких вона не приносила, закордонні видання, підсунуті провокаторами  (одного разу їй у трамваї всунули самвидав у торбину). Уже написану К. кандидатську дисертацію зняли із захисту. Переслідування поширилися на всю сім'ю: сину Андрію — випускнику 117-ї школи — не дали заслуженої золотої медалі; відхилили захист докторської дисертації чоловікові з питань містобудування. Щоб продовжити наукову роботу, він змушений був на кілька років виїхати до Казахстану.
Цей тиск посилився після арештів української інтелігенції 1972 р. К. допитували про стосунки з Б. Антоненком-Давидовичем, І. Гончарем, І. та Н. Світличними, І. Дзюбою, П. Заливахою, М. Шестопалом, Є. Сверстюком, з колишньою політув'язненою В. Чередниченко, яку К. рекомендувала на посаду заввідділу журналу «Українська мова та література в школі», де була членом редколегії, та багатьма іншими українськими інтелігентами. У КГБ К. шантажували погрозами щодо сім'ї, дітей, чоловіка. На вимогу К. вести допит українською мовою капітан КГБ відповів: «Таких, как вы, нужно ставить к стенке». К. категорично відмовлялася підписати покаянну заяву. На питання К.: «У чому моя вина, що чесно трудилась, що всі сили віддавала дітям, що несла їм красу рідного слова?!», їй відповідали: «Почему так много ваших воспитанников рвутся поступать на украинское отделение филфака? Почему вы дома разговариваете по-украински, почему на стенах — рушники, казаки, а нет Ленина? У вас сомнительные друзья». Навесні 1972 р. на шкільних партзборах розглядалося питання про виключення К. з КПРС. Більшість проголосувала проти. Через це К. мала серцевий напад, довго не працювала, не змогла піти на останній дзвоник сина. Коли весь клас прийшов привітати її вдома, це теж поставлене було у вину К. як «зрив державного заходу». 15.11.1972 р. питання про виключення К. з КПРС було поставлене на бюро Ленінського райкому. Голова парткомісії Денисенко доповів, що К. має тільки позитивні характеристики з усіх місць роботи, її немає за що виключати. Але секретар райкому Ленець звинуватив К. у втраті політичної пильності, що вона оточила себе непевними людьми, дружить з письменниками, у яких гіпертрофоване почуття національної гідності.
К. звернулася за допомогою до М. Стельмаха — лауреата Ленінської премії, депутата ВР СРСР, Героя соціалістичної праці, який звернувся до ЦК Компартії України. Це теж поставили у вину К., яка, мовляв, звернулася до безпартійного Стельмаха, котрий у своїх творах «реабілітував петлюрівщину» і котрому вона  не раз передавала листи політв'язнів, які  він потім  пересилав Генеральному прокурору СССР Руденку, хоча це не мало жодних позитивних наслідків. Три з половиною роки К. не могла влаштуватися на будь-яку роботу. Лише 1976 р. їй дозволили працювати в 132-й школі, але не в старших класах. Настороженість батьків і дітей до неї скоро змінилася любов'ю. Московський райком згодом відновив її в КПРС. Становище ускладнювала хвороба, а потім смерть матері.
1985 р. К. із чоловіком переїхала у с. Стайки Кагарлицького р-ну на Київщині у власноруч збудовану хату. Рік працювала у Стрітівській кобзарській школі, а потім ще 15 років викладала українську мову і літературу в Стайківській школі, вела також «уроки громадянства» за власною програмою. На базі цієї школи систематично проводилися семінари для вчителів із методика викладання К.. 1995 р. була представлена до присвоєння звання «Заслужений учитель», але її кандидатуру відхилили: «Слишком она щирая украинка».
На пенсію вийшла 2003 року, віддавши школі віддала 52 роки. Має понад 30 друкованих праць з літератури, методики викладання. Автор 15 навчальних діафільмів та 7 методичних посібників. Часто виступала в пресі, перед учителями та студентами з питань української мови та літератури, патріотичного і морального виховання.
10 років К. очолювала Кагарлицьку районну «Просвіту». Написала спогади про Б. Антоненка-Давидовича, І. Гончара, М. Стельмаха, видала біографічний нарис «Наодинці із совістю» — про долю свого чоловіка Юрія Коваленка і автобіографічний нарис «Пам'ять у полум'ї часу» — про долю патріотичної української інтелігенції в умовах комуністичного тоталітаризму. Видала низку книжок.
Після смерті чоловіка повернулася до Києва.

## Вибрана бібліографія
- Буковинська орлиця. Передмова // Ольга Кобилянська. Земля. Серія «Шкільна бібліотека». — К., 1965.
- З далекої Півночі. Передмова // Павло Грабовський. Серія «Шкільна бібліотека». — К., 1966.
- Сіяч добра. Передмова // Борис Грінченко. Серія «Шкільна бібліотека». — К., 1967.
- Правдолюб. Передмова // Михайло Стельмах. — К., 1968.
- Мов животворна криниця // Багаття. Борис Антоненко-Давидович очима сучасників. Упорядник Борис Тимошенко. — К.: Вид-во ім. Олени Теліги, 1999. — C. 208—119.
- Так звідки ти, дорого, почалася? // Дивослово: українська мова й література в навчальних закладах. Щомісячний науково-методичний журнал Міністерства освіти і науки України. — 2003, № 4. — С. 64-65.
- Незабутнє // Іван Гончар. — К., 2007.
- Наодинці із совістю: біографічна повість. — Кагарлик: Просвіта, 2009. — 120 с.
- Пам'ять у полум'ї часу. Автобіографічна повість. Спогади. Рецензії: ЗАТ «Миронівська друкарня», 2009. — 152 с.